# Ахмадпур-Ист
Ахмадпур-Ист (англ. Ahmadpur East) — город и техсил в пакистанской провинции Пенджаб, расположен в округе Бахавалпуре.

## Географическое положение
Высота центра города составляет 102 метров над уровнем моря.

## Демография
Население города по годам:
| 1961   | 1972   | 1981   | 1998   | 2010    |
| ------ | ------ | ------ | ------ | ------- |
| 32 423 | 43 312 | 56 979 | 96 032 | 131 598 |